# مارك جاكوبسن
مارك جاكوبسن (بالإنجليزية: Mark Jacobsen)‏ هو لاعب بولينغ أسترالي، ولد في 4 يونيو 1968.